# ダイソン・レーシング
ダイソンレーシングは、米国ニューヨーク州ポキプシーを拠点とするスポーツカーレースチーム。1974年、ロブ・ダイソンによってチームは設立され、IMSA GT選手権やアメリカン・ル・マン・シリーズなど北米のスポーツカーレースシリーズで成功を収めた。

## チームの歴史

### SCCA：1974-82
チームの創設者であるロブ・ダイソンは、1974年にスポーツカークラブ・オブ・アメリカ（SCCA）で、妻のエミリーが1人のピットクルーとしているチームで、ダットサン・510セダンでレースキャリアをスタートさせた。彼はニューヨーク地区のワトキンズ・グレンでの最初のレースに勝利した。1977年にSCCAナショナルに昇格し、パット・スミスをクルーチーフに加え、1981年に日産・200SXでナショナル選手権で勝利した。

### IMSA GTO：1983-84
ロブ・ダイソンの最初のプロレースは、1983年ポンティアック・ファイヤーバードで、コネチカット州のライム・ロック・パークで行われた。チームは国際モータースポーツ協会（IMSA）のIMSA GT選手権のGTOクラスで9レースでファイヤーバードを走らせ、また1983年ロード・アメリカ500マイルで最高位クラス3位を達成したトランザム・シリーズにも出場した。
ダイソンはこの時期にグッドイヤーと緊密な関係を築き、ラジアルタイヤの開発から始まり、最終的には20年間続き、チームに不可欠なタイヤサポートプログラムに成長した。

### IMSA GTP：1985-88

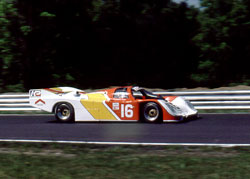
1985年ライムロック

ロブ・ダイソンはプライベーターのブルース・リーブンからポルシェ・962（シャーシ101）を購入し、IMSA GT選手権に参戦。彼とチームメイトのドレイク・オルソンは、他のポルシェ・962の3.2L,エンジンに比べて小排気量の2.8L,エンジンを使用していたが、1985年5月にライム・ロック・パークでの最初のレースで優勝した。その後チームは2レースに勝ち、オルソンは初の北米ポルシェカップで優勝した。これは、ダイソン・レーシングにとって4年連続のポルシェカップ制覇の初年度となった。
チームは1986年、1987年シーズン共に3回GTPクラスで優勝し、プライス・コブは両年のチャンピオンシップで2位になった。1986年、ロブ・ダイソンは最優秀ドライバーおよびパット・スミス・メカニック・オブ・ザ・イヤーに選ばれた。ジェームズ・ウィーバーは1987年にダイソン・レーシングに参加し、コブと一緒にロード・アトランタでデビューレースに勝利し、その後も20年間、引退するまでチームでドライブした。
1988年シーズン、日産・GTP ZX-Tが第4戦から8連勝した年だった。ダイソン・レーシングは、その年のポルシェの3勝中2勝、2月のマイアミと9月のサンアントニオで優勝した。サンアントニオの勝利は、ダイソンによって改良された、ポルシェ・962-DR1シャーシで、日産の連勝を止めた。

### IMSA GTP / インディカー：1989
IMSAの他に、オープンホイールレースを追加し、ジェームス・ウィーバーとジョン・ポールJrは、ローラ・T88/00－コスワースで4戦CARTに参戦。カリフォルニア州ロングビーチの11位がベストフィニッシュだった。
ロブ・ダイソンとジョン・ポールJrは、ポルシェ・962でホームトラックのライム・ロックでIMSA GTPに参戦した。

### IMSA GTP：1990-93
1990年シーズン、ダイソン・レーシングは、北米ポルシェのファクトリー支援チームとしてポルシェとのパートナーシップを更新した。エンジンビルダーのアンディアルの支援を受け、ポルシェ・962C-148で空力が改善され、4度の表彰台を獲得し、フロリダ州タンパでその年唯一の勝利を収めた。タンパの勝利は、GTPクラスでのチームの最後の勝利となった。
チームは1991年に962Cをベースにしたシャーシ（DR2）を開発したが、組織の再編成が必要であると感じた。
1992年、IMSA-GTPでのパートナーシップについて、マツダとの話し合いは実を結ばなかった。そしてチームは1992年のIMSA GTに参戦しなかった。1974年以来初めてロブ・ダイソンはハンドルを握らなかった。
1993年シーズン、チームは最後の年となるGTPクラスのデイトナ24時間レースで、ロブ・ダイソン、ジェームス・ウィーバー、プライス・コブ、エリオット・フォーブス・ロビンソンでポルシェ・962C-148を復活させ、GTPクラスで総合5位クラス2位でフィニッシュした。ダイソン・レーシングはジェームス・ウィーバーがファイアストン・インディ・ライツに6戦参戦した。

### WSC：1994-98
ダイソン・レーシングは、1994年に初開催のWSCクラスに出場するためにIMSA GTに復帰した。そのシーズン、チームは9レースで生産車ベースのフェラーリ・348 V8エンジンを搭載したスパイスシャーシを使用した。ハイライトはインディアナポリス・レースウェイパークで3位だった。車は素晴らしいサウンドを持っていたが、フェラーリ・333SPと比較してパワーが落ちていた。
1995年シーズン、チームは新たにライリーアンドスコット・MkIIIにマシンを変更することを決定した。
エンジンはロザノブラザーズ・ポーティングが提供する、フォード製V8エンジンで、チームは第3戦ロード・アトランタ勝利した。ジェームス・ウィーバーはニューオーリンズでの最終戦までチャンピオン争いをしたが、デイトナとセブリングでの苦境でチャンピオンシップで2ポイント差で総合2位となった。
1996年シーズン、チームは2台の車を走らせ、3勝を挙げた。ブッチ・ライツィンガーはWSCクラスで3位になった。
1997年と1998年にブッチ・ライツィンガーはIMSA WSCクラスのドライバーズタイトルを獲得した。1997年はチームもこれまでで最高の年だった。デイトナ24時間レースでの初勝利から始まり、合計6勝を上げた。IMSAドライバーズランキングではブッチ・ライツィンガーが1位、エリオット・フォーブス・ロビンソンが2位、ジェームス・ウィーバーが3位で、チームは初のチームタイトルを獲得した。ジェームス・ウィーバーは1998年の、米国ロードレーシング・チャンピオンシップ（USRRC）のドライバーズタイトルを獲得した。

### ALMS & USRRC：1999
1999年、再び2つの異なるシリーズにチームは、ライリーアンドスコット・MkIII-フォードで参戦し、タイトルを獲得した。エリオット・フォーブス・ロビンソンは初開催のアメリカン・ル・マン・シリーズ（ALMS）でタイトルを獲得し、エリオット・フォーブス・ロビンソンとブッチ・ライツィンガーは米国ロードレーシング・チャンピオンシップでタイトルを獲得した。またデイトナ24時間レースでチームは2回目の優勝をした。そしてALMSのセブリング12時間レースでは僅差の2位でフィニッシュした。

### グランダム：2000-02
チームはALMSのタイトル防衛の為に新たに、レイナード・2KQシャーシに早くから関与していたが、デイトナでの初期のテストで、ペースが大きくに離れていることが示され、シャーシはすぐに放棄された。ダイソン・レーシングはライリーアンドスコット・Mk III-フォードを再び使用し、ジェームス・ウィーバーが初開催のロレックス・スポーツカー・シリーズ（グランダム・シリーズ）SRクラスタイトルを獲得した。ハイライトは、デイトナ24時間レースでのクラス優勝と、ワトキンズ・グレン6時間レースを含む4度の優勝があった。
2001年、グランダム・シリーズに再び参戦、5勝を上げ、チームタイトルを獲得した。ジェームス・ウィーバーは2年連続ドライバーズタイトルを獲得、ブッチ・ライツィンガーは2位になった。
2002年、グランダム・シリーズでの最後の1年間となり、6度の優勝を果たし、チームタイトルを獲得した。2001年のワトキンズ・グレン・インターナショナル250でチームでデビューを果たした、クリス・ダイソンは、2002年のドライバーズチャンピオンシップで5勝を挙げて2位に終わり、ルーキーオブザイヤーを受賞した。デイトナ・24時間レースでポイントを獲得できず、ダイソンはわずか2ポイント差でタイトルを獲得できなかった。
チームのライリーアンドスコット・MkIIIは、1995年から2002年まで38回の勝利を収め、デイトナ24時間レースで総合優勝2回、クラス優勝2回を記録した。

## アメリカン・ル・マン・シリーズ

### 2001-02（ライリーアンドスコット）
2001年シーズン、セブリング12時間レースでチームは、最新作であるライリーアンドスコット・MkⅢ Cで参戦した。レースではファクトリーとカスタマーが参戦するアウディ・R8がいた。アウディは最初のレースからその優位性を示した。チームはさらにALMSで3戦に出場したが、MkⅢ Cはアウディのレースペースに匹敵することができず、チームはシーズンの終わりにそのマシンの使用を終了した。
2002年シーズン、マシンを以前のライリーアンドスコット・MkⅢ Aに戻し、クリス・ダイソンは開幕戦セブリング12時間レースで、ロブ・ダイソンとドーシー・シュレーダーのトリオで、ALMSデビューを果たした。ロブ・ダイソンはこれが最後のIMSAレースで、チームカーでの参戦となった。ライツィンガー、ウィーバー、ロビンソンは4位に終わった。

### 2002-06（ローラ）

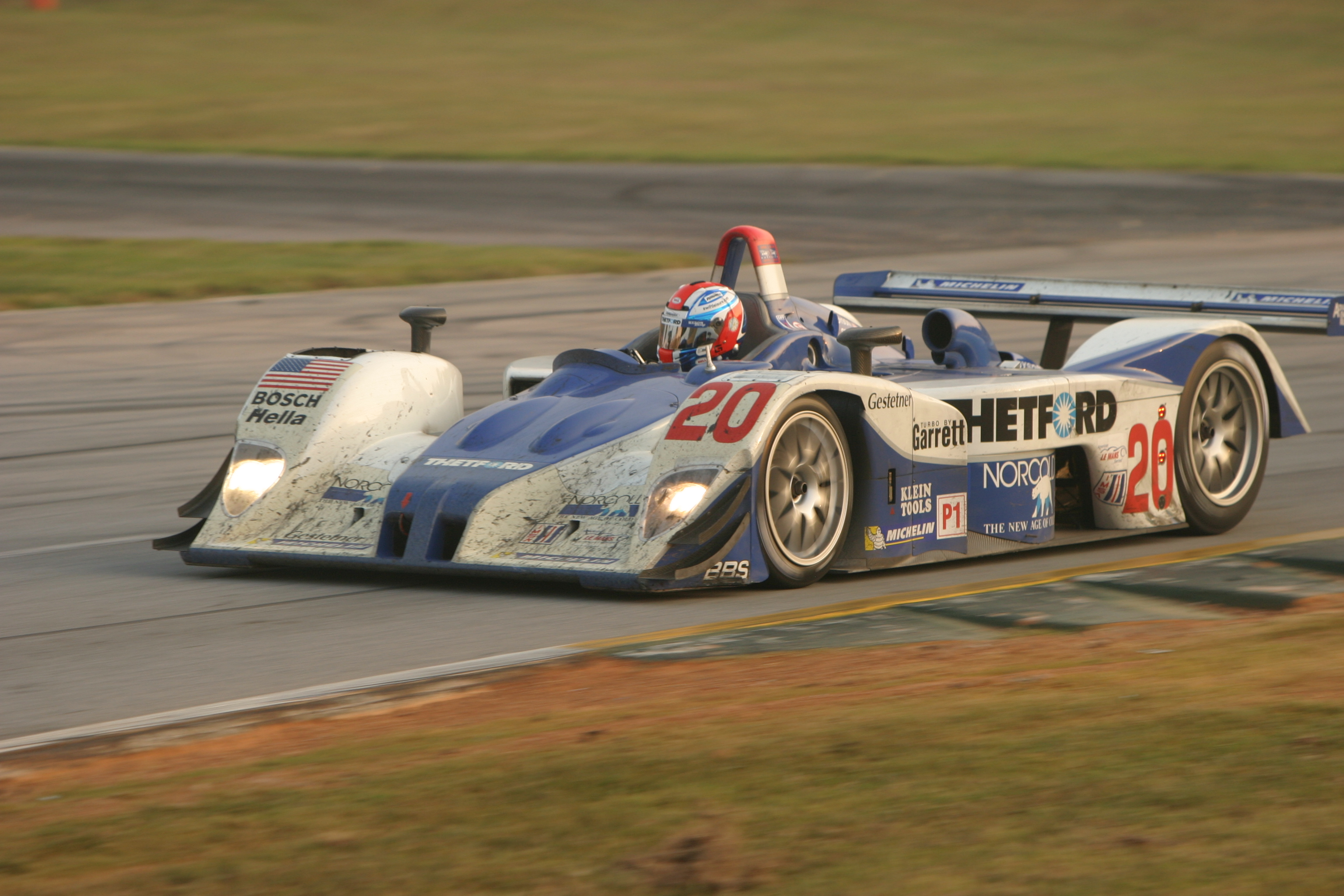
2005年ロード・アトランタでのダイソン・レーシング

2002年シーズン半ば、チームはMG-ローラ・EX257で、LMP675クラスへの参戦を発表した。これはローラとエンジンビルダーのアドヴァンスド・エンジン・リサーチ（AER）との長期にわたるパートナーシップの始まりだった。AERは2002年のLMP675エンジンメーカー選手権で1位だった。
2003年シーズン、ウィーバーとライツィンガーがソノマでLMP900クラスのアウディ・R8を下して総合優勝を上げた。LMP675クラスの車がALMSで総合優勝したのはこれが初めてであり、チームはクラスでも1-2位だった。クリス・ダイソン、チャド・ブロック、ディディエ・デ・ラディゲスがセブリング12時間レースでチーム初のクラス優勝を含め、計6回のクラス優勝を上げた。チームはLMP675クラス、チームタイトルを獲得し、クリス・ダイソンはドライバーズタイトルを獲得した。 
2004年シーズン、ALMSの規制の再調整に伴い、チームはほとんど変更されていない、MGローラ-AERでLMP1クラスに移動した。ウィーバーとライツィンガーはモスポートで勝利を収め、#16と#20号車は計11回の表彰台を獲得した。チームはクラス2位で、ドライバーのジェームス・ウィーバーとブッチ・ライツィンガーが2位、アンディ・ウォレスが3位だった。 
2005年シーズン、チームはオフシーズンにタイヤをミシュランに切り替えた。ミッドオハイオでチーム初のLMP1クラス、ワンツーフィニッシュを達成した。ウィーバーとライツィンガーはモスポートでも優勝した。チームはチャンピオン・レーシングに次ぐランキング2位で、クリス・ダイソンはドライバーズランキングで2位になった。  
2006年シーズン、セブリング12時間レースでデビューしたディーゼルエンジンのアウディ・R10に対して、ダイソン・レーシングは2台の新型ローラ・B06/10-AERをLMP1クラスで走らせた。チームはLMP1でアウディに次ぐ2位でフィニッシュした。ジェームス・ウィーバーはチャンピオンシップ2位で、マツダ・レースウェイ・ラグナセカでの最終戦の後、現役を引退した。ALMSメディアガイドは彼を「どの分野関係なく、世界で最も優れたレーシングドライバーの一人」と呼んだ。彼は30年間のキャリアの内20年をダイソン・レーシングでドライブし、引退後もコンサルタントとしてチームに協力している。

### 2007-08（ポルシェ）

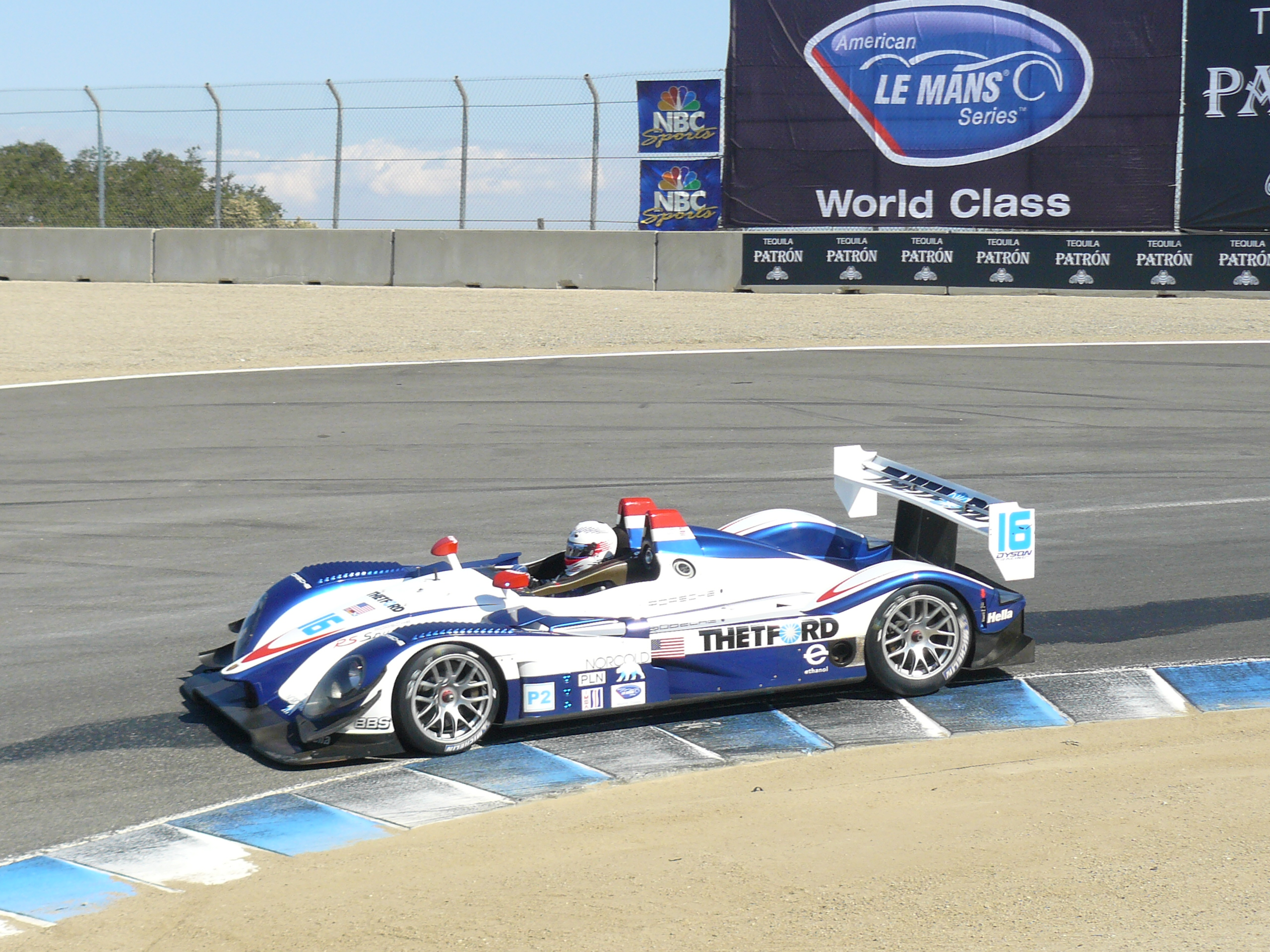
2008年ラグナセカ ダイソン・レーシングのポルシェ・RSスパイダー

2007年シーズン、チームはポルシェとの歴史的な関係を更新し、LMP2クラスで2台の新型ポルシェ・RSスパイダーで参戦した。ブッチ・ライツィンガーとアンディ・ウォレスは、激戦のLMP2ドライバーズチャンピオンシップでチームメイトを4ポイント上回り3位。クリス・ダイソンとガイ・スミスの4位だった。ポルシェはメーカータイトルを席巻し、ダイソン・レーシングはペンスキー・レーシングに次ぐチームチャンピオンシップで2位を獲得した。 
2008年シーズン、開幕戦セブリング12時間レースで、クラス2位と3位でフィニッシュした。チームチャンピオンシップで3位に終わり、マリーノ・フランキッティとブッチ・ライツィンガーがドライバーズランキングで5位、クリス・ダイソンとガイ・スミスが6位だった。ポルシェは、4台のアキュラ・ARX-01の攻勢にわずか1ポイント差でLMP2マニュファクチャラーズタイトルを獲得した。 

### 2009-13（マツダ）

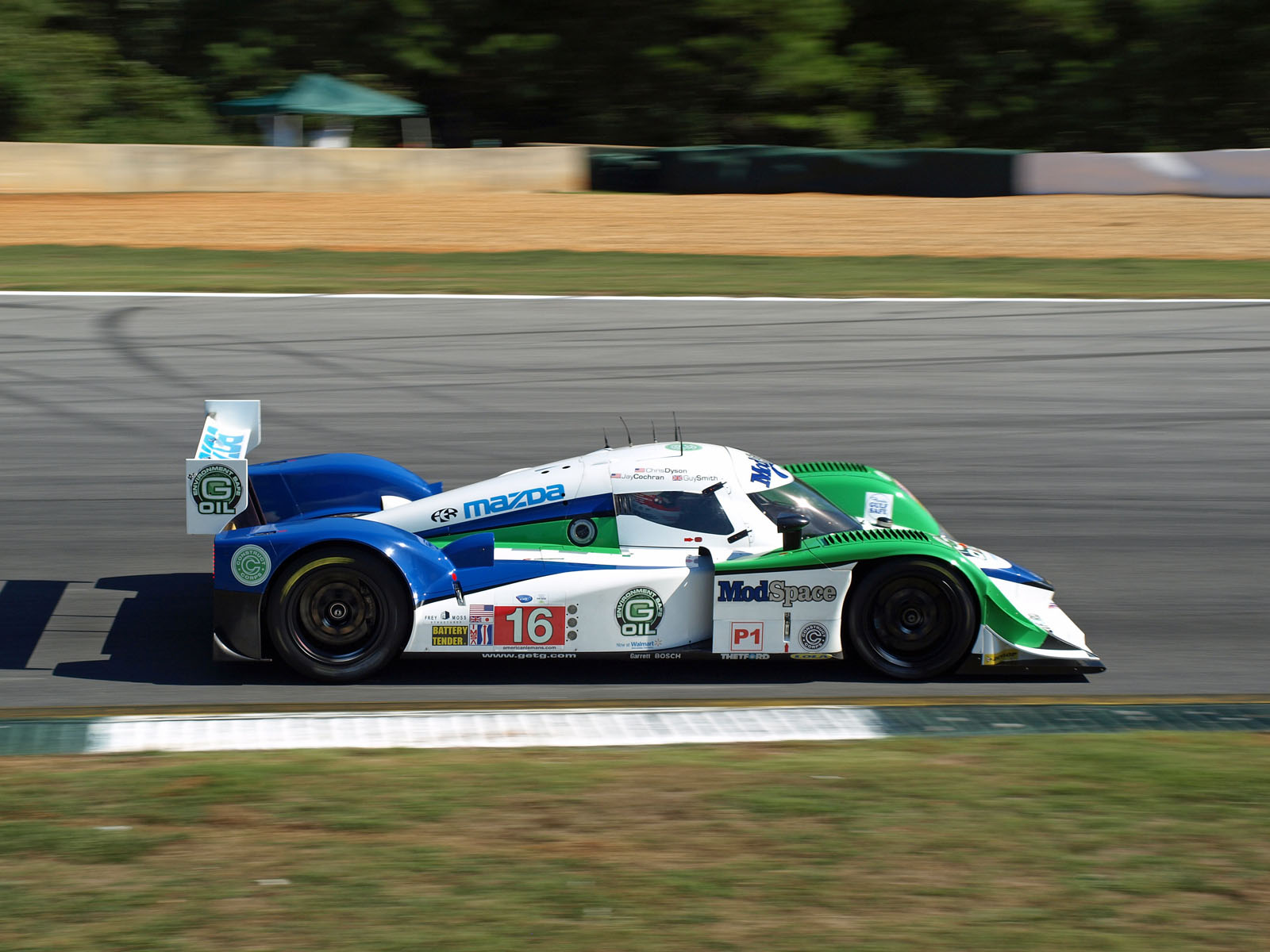
2011年プチ・ルマン ダイソン・レーシングのローラ・B09/86-マツダ

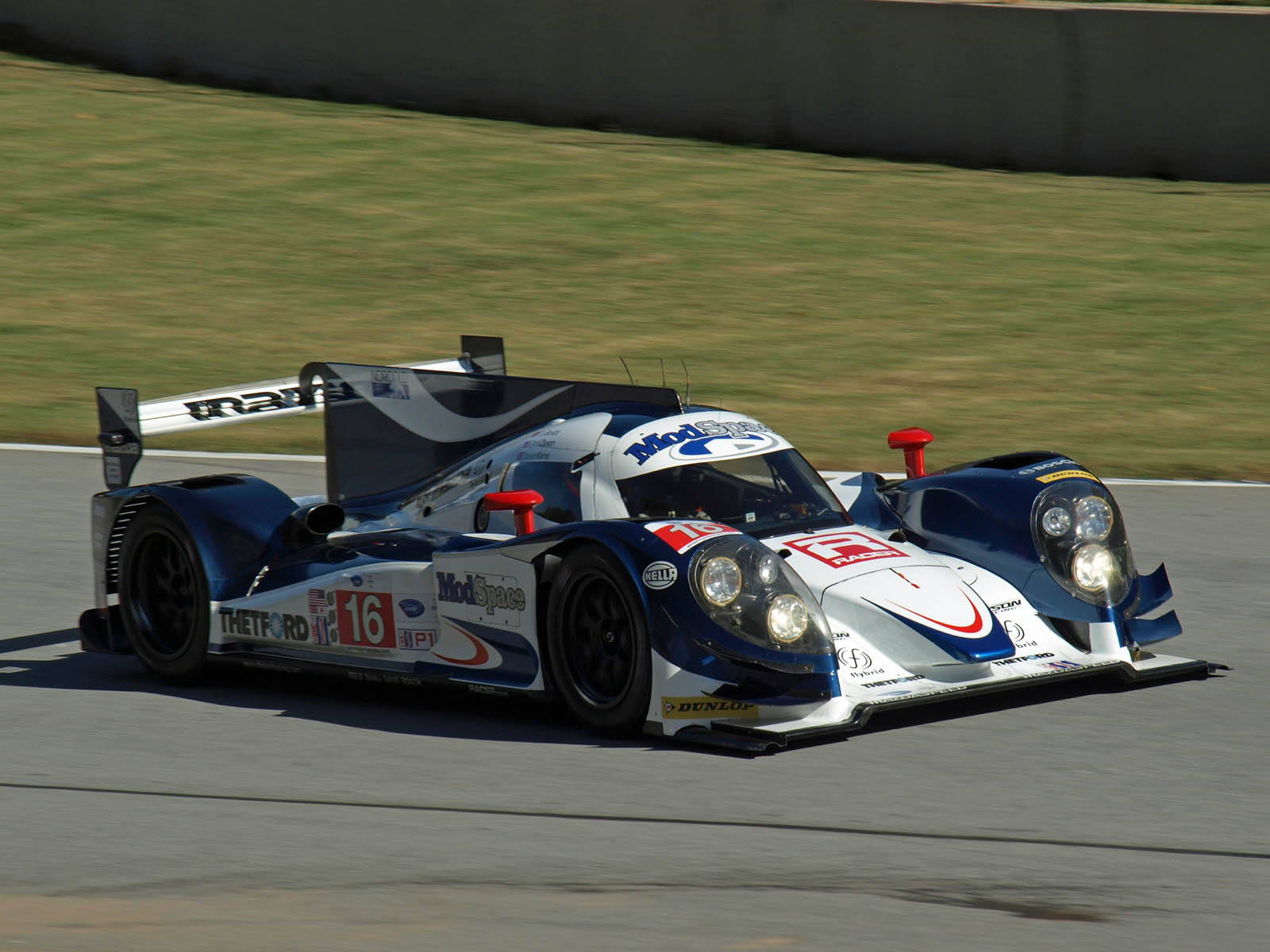
2012年プチ・ルマン ローラ・B12/60-マツダ

ポルシェが2008年限りで、ALMSのファクトリーサポートを終了したが、ダイソン・レーシングは幸運にもマツダとのパートナーシップを開始し、2009年シーズンに向けてBP /カストロールがスポンサーとなった2台のローラ・B09/86でLMP2クラスで参戦した。この動きは、ローラとエンジンのマツダ・MZR-Rを担当したアドヴァンスド・エンジン・リサーチ（AER）との長年の関係を再燃させた。チームはライム・ロック・パークとプチ・ルマンで2勝を上げた。チームはライバルであるフェルナンデス・レーシングに次ぐ、チームチャンピオンシップを2位で終えた。ドライバーのブッチ・ライツィンガーとマリーノ・フランキッティはドライバーズで2位に終わり、クリス・ダイソンとガイ・スミスは4位でフィニッシュした。  
2010年シーズン、LMP1とLMP2クラスが組み合わされて1つのLMPクラスとなり、5つの異なるシャーシ、エンジンの組み合わせで非常に緊密な競争が生まれた。ダンロップを使用するダイソンチームは、一貫してトラックで最速の車の1つだったが、スミスとダイソンは2戦がノーポイントだった。ハイライトは、8月のミッドオハイオでの総合優勝だった。これはダイソン、マツダ、ガイ・スミス、イソブタノールを使ったバイオ燃料、ダンロップ、カストロールにとって初めてのALMSの総合優勝だった。チームはLMPクラス4位、ドライバーズでクリス・ダイソンが4位、ガイ・スミスが6位だった。  
2011年シーズン、チームはLMP1クラスでオリクス・ダイソン・レーシングと合わせて、4回のクラス優勝、その内2回の総合優勝を上げた。チームは5回のポールポジション、4回の最速レースラップ、合計13回の表彰台を獲得した。その年ダイソンレーシングはチームと、クリス・ダイソンとガイ・スミスのドライバーズタイトル、マツダのエンジンメーカータイトル、ダンロップのタイヤタイトル、2011年ミシュラングリーンXチャレンジの5つのチャンピオンシップタイトルを獲得した。
2012年シーズン、チームはドライバーのダイソンとスミス共に、ライバルのマッスルミルク・ピケット・レーシングと競った。チームはまた、10戦中8戦で、数人の異なるドライバーで＃20号車が出場した。シーズンを通して、マツダ-AERを搭載したローラ・B12/60は、マッスルミルクの新型HPD・ARX-03に対し、完全にスピードを欠いていた。しかし、HPDのマシントラブルによりボルチモア、またロード・アメリカでは0.083秒差で勝利を収め、ALMS史上最も僅差な総合優勝の記録を打ち立てた。チームはLMP1クラス2位になり、クリス・ダイソンとガイ・スミスはドライバーズで2位になった。ダイソン・レーシングはボルチモアでALMS100戦目のスタートを祝い、ミッド・オハイオで200回目の表彰台を獲得した。
2013年シーズン、チームはP1クラスランキング2位、ドライバーズは3位に終わった。

## ピレリワールドチャレンジ
チームは、2014年のピレリワールドチャレンジの後半戦に、ベントレー・コンチネンタル GT3で参戦した。ブッチ・ライツィンガーは5戦、ガイ・スミスは2戦に入り、1勝3回の表彰台を獲得した。 
2015年シーズン、クリス・ダイソンはフルタイムで参戦、20レース中1勝4回の表彰台でランキング9位となった。ライツィンガーは7戦に、スミスはそれ以外の2戦に入り、合計3度の表彰台を獲得した。